# Final del individual masculino del Abierto de Australia 2017
La final del individual masculino del Abierto de Australia 2017 fue el partido de tenis disputado en la ronda final del torneo masculino del Abierto entre el suizo Roger Federer y el español Rafael Nadal, decimoséptima y novena posición de la clasificación mundial, respectivamente. El encuentro finalizó con victoria de Federer en cinco sets. Esta fue la novena final de un Grand Slam en la que se enfrentaron, la primera desde Roland Garros 2011. También fue la revancha de la final del Abierto de Australia 2009, que finalizó con victoria de Nadal en cinco sets, y la primera para Federer en un torneo mayor desde la final de Wimbledon 2007 y con la que puso fin a una racha de seis derrotas frente a Nadal en partidos de Grand Slam. Luego de perder los tres encuentros previos con el español, esta fue la primera ocasión en la que el suizo lo venció en el Abierto de Australia y también la primera en un torneo mayor fuera de las cachas de césped de Wimbledon. Federer rompió su propio récord e incrementó a dieciocho su número de títulos de Grand Slam.
El encuentro, denominado también «Federer-Nadal XXXV», fue calificada por diversos medios de «final soñada», uno de los partidos más esperados en la historia del torneo y del tenis y uno de los eventos de mayor importancia en el deporte debido a su conocida rivalidad, la edad de ambos jugadores, la especulación sobre la posibilidad de que este fuera su último enfrentamiento en una final de Grand Slam, la ocasión que ambas potenciales victorias tenían de hacer historia y las subsecuentes implicaciones en sus respectivos legados, así como la relevancia que el partido cobró sobre la discusión de quién de los dos se convertiría en el «mejor jugador de la historia».

## Antecedentes

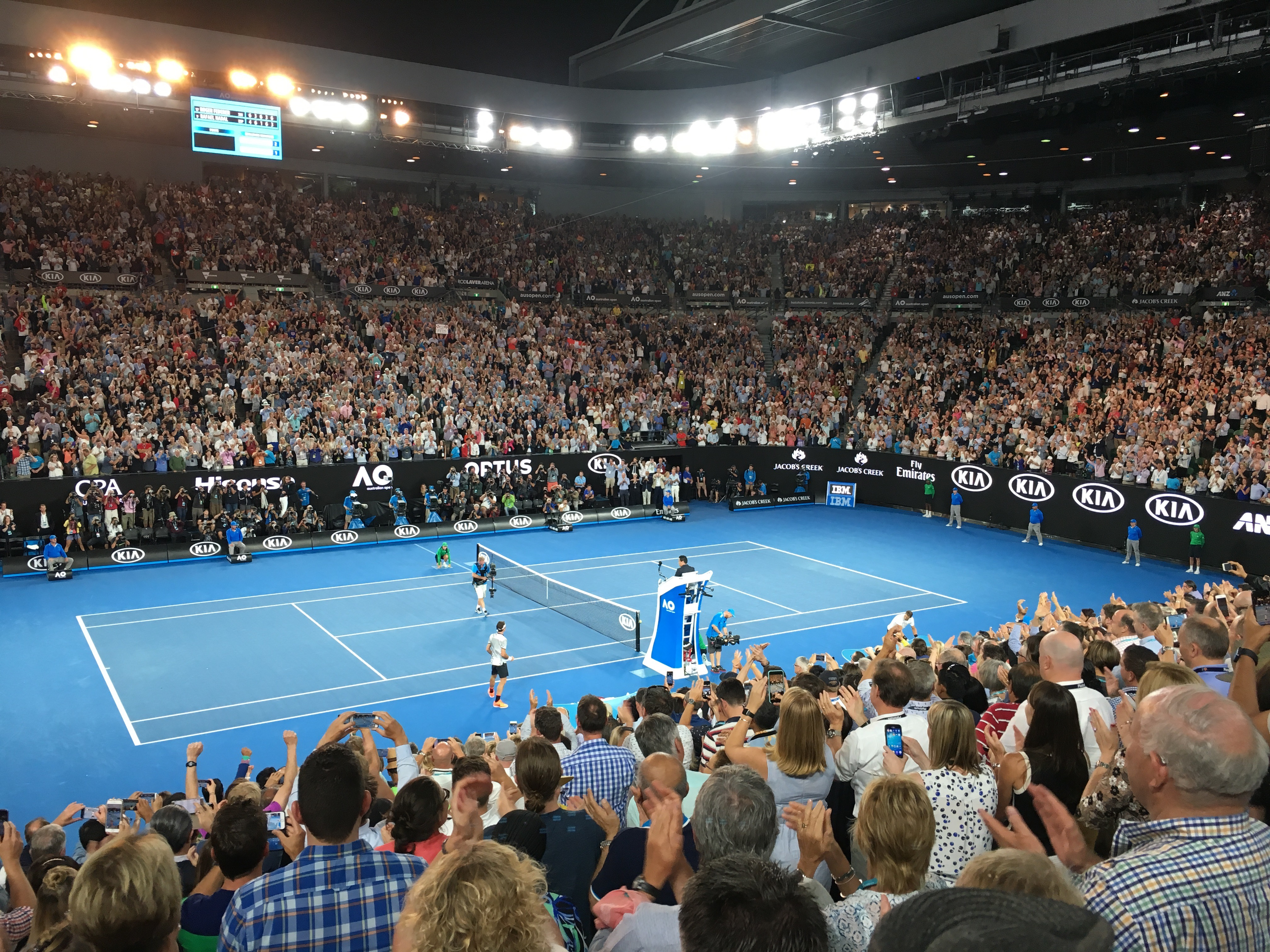
Imagen de la final de Australian Open 2017 entre Roger Federer y Rafael Nadal, donde el helvético ganó por 6-4, 3-6, 6-1, 3-6 y 6-3 en 3 horas y 37 minutos, logrando su 18° Grand Slam y volviendo a ganar un mayor después de cinco años

El Abierto de Australia 2017 significó el regreso a las canchas del suizo Roger Federer y el español Rafael Nadal, luego de que las lesiones afectaran sus temporadas previas. Federer no había participado en un torneo desde que alcanzó las semifinales de Wimbledon 2016, donde se empeoró una lesión que tenía en la rodilla —por la que había sido sometido a cirugía— y se vio forzado a finalizar en ese momento su temporada, lo que implicó su retiro de los eventos individual masculino y dobles mixto —con su compatriota Martina Hingis— de los Juegos Olímpicos de Río de Janeiro 2016.
Su posición en la clasificación mundial también resultó afectada, pues salió de los primeros diez posicionados por vez primera desde 2002. El suizo ocupó el decimosexto lugar, el más bajo desde que alcanzó la decimotercera posición en octubre de 2002. Por su parte, en su última final de Grand Slam —Roland Garros 2014—, Nadal obtuvo su decimoctavo y más reciente título de un torneo mayor. Ese mismo año alcanzó su última final en un Abierto de Australia, en la que se enfrentó y perdió ante el suizo Stan Wawrinka. Aunque sí participó en Río 2016, y después de retirarse de Roland Garros por la misma razón, finalizó su temporada en octubre para recuperarse de una lesión en la muñeca izquierda. En la temporada 2016, mientras que Nadal ganó el Masters de Montecarlo 2016, Federer no ganó ningún título por primera ocasión desde 2000. En el camino al Abierto de Australia 2017, el español llegó hasta los cuartos de final del Torneo de Brisbane 2017 y el suizo participó en rondas individuales y mixtas —con su compatriota Belinda Bencic— de la Copa Hopman 2017.
Rumbo a la final, Federer venció a tres de los primeros diez clasificados, incluyendo una victoria a cinco sets frente al japonés Kei Nishikori en la cuarta ronda. Ese fue su triunfo número 200 ante los diez mejores jugadores y con ello se convirtió en el primer tenista en alcanzar ese hito. En la semifinal venció a Wawrinka en cinco sets y luego de superar varios puntos de quiebre en el quinto. En la otra semifinal, Nadal hizo lo propio ante el búlgaro Grigor Dimitrov —que hasta ese momento mantenía una racha de diez partidos invicto en 2017—, en un partido de cuatro horas y 56 minutos y salvando un 3-4, 15-40 en contra en el quinto set.

## Relacionados
- Final del individual masculino del Campeonato de Wimbledon 2008
- Final del individual masculino del Abierto de Australia 2012
- Partido Isner-Mahut de Wimbledon 2010
- Partido Federer-Del Potro de Londres 2012